# デショーン・トーマス
デション・トーマス（Deshaun Thomas, 1991年8月28日 - ）は、アメリカ合衆国インディアナ州フォートウェイン出身のバスケットボール選手。身長201cm、体重100kg。ポジションはスウィングマン。

## 経歴

### 若齢期・高校
インディアナ州フォートウェインで生まれ、ビショップ・ルアーズ高校で、4シーズンプレーし、下記の好成績を残した。
2010年6月11日、12日には、インディアナ州のオールスターとして、ケンタッキー州オールスターと対戦し、1試合目、18得点、13リバウンド、2試合目は、28得点、12リバウンドの活躍を見せ、2連勝に貢献した。

#### 高校成績
| シーズン | チーム                   | GP  | GS | MPG | FG%  | 3P%  | FT%  | RPG  | APG | SPG | BPG | PPG  |
| -------- | ------------------------ | --- | -- | --- | ---- | ---- | ---- | ---- | --- | --- | --- | ---- |
| 2006–07  | ビショップ・ルアーズ高校 | 23  |    |     | .500 | .260 | .730 | 13.3 | 2.5 | 1.4 | 1.4 | 29.0 |
| 2007–08  | ビショップ・ルアーズ高校 | 27  |    |     | .500 | .390 | .740 | 12.1 | 2.4 | 1.8 | 2.4 | 28.6 |
| 2008–09  | ビショップ・ルアーズ高校 | 27  |    |     | .480 | .310 | .760 | 15.1 | 2.7 | 1.6 | 2.5 | 30.3 |
| 2009–10  | ビショップ・ルアーズ高校 | 24  |    |     | .500 | .320 | .820 | 15.3 | 3.0 | 1.3 | 2.7 | 31.8 |
| Career   |                          | 101 |    |     | .496 | .324 | .767 | 13.9 | 2.7 | 1.5 | 2.3 | 29.9 |

### カレッジ・大学
2010年から2013年まで、オハイオ州立大学で3シーズンプレーし、113試合に出場し、平均14.4得点、4.9リバウンド、0.9アシスト、フィールドゴール成功48.2％、3ポイント33.9％の記録を残した。3年次終了時点でNBAドラフトにアーリーエントリーした。

#### カレッジ成績
| シーズン | チーム           | GP  | GS | MPG  | FG%  | 3P%  | FT%  | RPG | APG | SPG | BPG | PPG  |
| -------- | ---------------- | --- | -- | ---- | ---- | ---- | ---- | --- | --- | --- | --- | ---- |
| 2010–11  | オハイオ州立大学 | 37  | 0  | 14.0 | .479 | .328 | .797 | 3.5 | 0.5 | 0.4 | 0.2 | 7.5  |
| 2011–12  | オハイオ州立大学 | 39  | 39 | 31.4 | .520 | .345 | .748 | 5.4 | 0.9 | 0.4 | 0.2 | 15.9 |
| 2012–13  | オハイオ州立大学 | 37  | 37 | 35.4 | .445 | .344 | .834 | 5.9 | 1.3 | 0.5 | 0.3 | 19.8 |
| Career   |                  | 113 | 76 | 27.0 | .482 | .339 | .792 | 4.9 | 0.9 | 0.4 | 0.2 | 14.4 |

### プロ経歴
2013年6月28日、NBAドラフト、2巡目58位でサンアントニオ・スパーズに指名された。この年のサマーリーグにスパーズから参加し、5試合平均12.4 得点、5.0 リバウンド、1.2 アシストの成績を残したが、契約には至らなかった。
2013年8月16日に、フランスリーグのJSFナンテレ と契約した。レギュラーシーズン30試合に出場し平均12.2 得点、3.9 リバウンド、1.1 アシストの成績を残した。
2014年7月、再びスパーズからサマーリーグに参加した。6試合平均10.8得点、3.2 リバウンドの成績を残した。8月31日、スペインリーグのFCバルセロナと1年契約を結んだ。レギュラーシーズン43試合に出場し平均8.4 得点、2.8 リバウンドの成績を残した。
2015年9月28日、スパーズとトレーニングキャンプ契約を結んだ。
2015年10月21日、スパーズはプレシーズンゲームを1試合残した時点で、トレーニングキャンプ契約のジマー・フレデッテ、ユッスー・ンドゥイ、キーファー・サイクス、トーマスの4選手をウェイブした。10月30日にDリーグのオースティン・スパーズと契約を結んだ.。

#### ユーロリーグ成績
| シーズン | チーム       | GP | GS | MPG  | FG%  | 3P%  | FT%  | RPG | APG | SPG | BPG | PPG | PIR |
| -------- | ------------ | -- | -- | ---- | ---- | ---- | ---- | --- | --- | --- | --- | --- | --- |
| 2013–14  | JSFナンテレ  | 10 | 0  | 18.9 | .429 | .341 | .750 | 2.8 | .1  | .4  | .2  | 9.5 | 5.9 |
| 2014–15  | FCバルセロナ | 28 | 26 | 19.4 | .526 | .395 | .639 | 2.5 | .5  | .4  | .3  | 7.1 | 7.1 |
| Career   |              | 38 | 26 | 19.3 | .492 | .367 | .667 | 2.6 | .4  | .4  | .2  | 7.8 | 6.8 |

## プレースタイル
得意なのはスリーポイント、しかし、体重を生かした力強いプレーが魅力。

## 脚註
1. 1 2  “DESHAUN THOMAS”.   draftexpress.com (2013年). 2015年9月30日閲覧。
2. ↑  “Win over Kentucky ends Deshaun Thomas' prep career”.   The News Sentinel (2010年6月14日). 2013年1月23日閲覧。
3. ↑  “Football, basketball stars from Indiana are in an Ohio State of mind”.   The Plain Dealer (2009年12月14日). 2012年10月13日時点のオリジナルよりアーカイブ。2013年1月23日閲覧。
4. ↑  “Recruits sign on; Deshaun Thomas is headed to Ohio State, Russell Byrd to MSU”.   The News Sentinel (2009年11月13日). 2013年1月23日閲覧。
5. 1 2  NBA Draft 2013: San Antonio Spurs select DeShaun Thomas at No. 58
6. ↑  “Deshaun Thomas - Ohio State Buckeyes - College Basketball - Rivals.com”.   Rivals.yahoo.com (2011年4月20日). 2013年9月7日閲覧。
7. ↑  Trapani, E. (2013年8月16日). “Nanterre officially sign Spurs draftee DeShaun Thomas”. Sportando.net. 2013年8月16日閲覧。
8. ↑  “Deshaune Thomas rejoint officiellement la JSF Nanterre” (フランス語). jsfnanterre.com (2013年8月16日). 2013年8月16日閲覧。
9. ↑  “Barcelona adds forward Thomas”. Euroleague.net. (2014年8月31日) 2014年8月31日閲覧。
10. ↑  “SPURS ANNOUNCE 2015-16 TRAINING CAMP ROSTER”. NBA.com. (2015年9月28日) 2015年9月28日閲覧。
11. ↑  “Fredette, Ndoye, Sykes, and Thomas waived by Spurs”.   POUNDING THE ROCK (2015年10月21日). 2015年10月22日閲覧。
12. ↑  “AUSTIN SPURS ANNOUNCE 2015 RETURNING PLAYERS AND TRAINING CAMP INVITEES”. NBA.com (2015年10月30日). 2015年10月30日閲覧。